# Jiang Li
Jiang Li é uma personagem fictícia que aparece nos quadrinhos americanos publicados pela Marvel Comics. Jiang Li é a mãe do herói Shang-Chi. Criada por David Callaham, Destin Daniel Cretton and Andrew Lanham, ela apareceu pela primeira vez no filme Shang-Chi e a Lenda dos Dez Anéis, de 2021 com o nome Ying Li, interpretado pela atriz Fala Chen. Jiang Li foi posteriormente integrado ao universo principal da Marvel em Shang-Chi (vol. 2) #4 (setembro de 2021), pelo roteirista Gene Luen Yang e o desenhista Dike Ruan.

## Criação
No início da década de 1970, o roteirista Steve Englehart e o desenhista Jim Starlin tiveram a ideia de adaptar a série de TV Kung Fu, estrelada por David Carradine, a Marvel não conseguiu a autorização da Time Warner, uma vez que, desde 1969 é dona de sua principal concorrente, a DC Comics, Engelhart e Starlin não estavam interessados em seu tom, acreditando que a popularidade do show e do gênero de artes marciais desapareceria rapidamente. A dupla então abordou a Marvel Comics com a ideia de criar um quadrinho original focado no kung fu, por intermédio de Roy Thomas, a editora adquiriu a licença de uso de Fu Manchu, um vilão da literatura pulp criado por Sax Rohmer. Segundo os criadores, por sugestão de Roy Thomas, a mãe de Shang-Chi seria uma mulher caucasiana americana que foi geneticamente selecionado por Fu Manchu para ser a mãe de seu filho. Quando o elenco do filme foi anunciado por Kevin Feige, a personagem foi originalmente chamado de Jiang Li antes do nome ser alterado para Ying Li; o antigo nome foi posteriormente usado para a introdução do personagem nos quadrinhos. Em algumas de suas aparições modernas, seu pai é mencionado como um vilão em termos enigmáticos ou usando uma variedade de novos nomes, porque a Marvel não tem mais os direitos de Fu Manchu. Em Secret Avengers # 6-10, o escritor Ed Brubaker oficialmente contornou toda a questão através de um enredo onde um grupo desonesto de agentes de S.H.I.E.L.D. ressuscitaram uma versão zumbificada de Fu Manchu apenas para descobrir que "Fu Manchu" era apenas um pseudônimo; que o pai de Shang-Chi era realmente Zheng Zu, um antigo feiticeiro chinês que descobriu o segredo da imortalidade.  Shang-Chi estrelou uma minissérie de cinco edições auto-intitulada a partir de junho de 2020. A minissérie foi escrita pelo autor de O Chinês Americano,  Gene Luen Yang com arte de Dike Ruan e Philip Tan. Segundo Yang, a história explora os relacionamentos de Shang-Chi com seu pai Zheng Zu e seus meio-irmãos. Shang-Chi estrelou uma nova série em andamento de Yang e Ruan em 2021, com Bernard To substituindo Ruan na 9ª edição. Após o lançamento do filme do Universo Cinematográfico Marvel, Shang-Chi e a Lenda dos Dez Anéis (2021), Yang incorporou vários conceitos introduzidos no filme aos mitos de Shang-Chi, incluindo o personagem Jiang Li como a verdadeira mãe de Shang-Chi, que foi baseada na mãe de Shang-Chi, Ying Li, desconsiderando a sua herança mestiça; o reino celestial Ta Lo, que foi apresentado anteriormente pelos roteiristas Mark Gruenwald e Ralph Macchio e o desenhista Keith Pollard em Thor #301 (1980); e os Dez Anéis.

## Biografia
Jiang Li nasceu em uma das poucas comunidades de mortais de Ta-Lo, conhecidas como Domadores de Qilin, que foram nomeados pelos Xian (deuses chineses) como guardiões do portal que conecta Ta-Lo à Ilha Qilin no Mar da China Oriental. Durante a patrulha, Jiang Li resgatou um náufrago Zheng Zu dos piratas. Jiang Li cuidou de Zu até recuperá-lo e os dois se apaixonaram. No entanto, o pai de Jiang Li, Chefe de de Clã Xin, ficou indignado por ela abrigar um estranho e ordenou que ela voltasse para Ta-Lo com a cabeça de Zu. Em vez disso, Jiang Li e Zu fugiram para a Casa da Mão Mortal de Zu em Hunan, onde Jiang Li descobriu a verdadeira identidade de Zu como líder da Sociedade das Cinco Armas, uma organização criminosa. Jiang Li tentou deixá-lo, mas Zu implorou para que ela ficasse, prometendo mudar seus modos sombrios. Fiel à sua palavra, Zu redescobriu sua própria humanidade com Jiang Li e os dois se casaram e tiveram dois filhos: Shang-Chi e Shi-Hua. No entanto, após um ataque de Hidra contra a Casa da Mão Mortal, Zu tornou-se frio e distante de sua família, pois sentia que seu amor por eles o tornava fraco. Por solidão, Jiang Li enviou uma carta a seu pai e algumas semanas depois foi atraída para um confronto entre Xin e Zu na torre pessoal deste último, onde foi revelado que Zu havia construído um portal improvisado para Ta Lo para roubar o domínio do reino. armas sagradas para fortalecer a Sociedade. Enquanto Zu lutava contra sua esposa e sogro, Shang-Chi entrou em cena, assim como a conexão do portal com Ta Lo foi desconectada e Jiang Li foi acidentalmente empurrada para sua morte presumida.
Em vez disso, Jiang Li foi enviada para a Zona Negativa, onde usou suas habilidades psiônicas para se conectar mentalmente com as criaturas mantídeos nativas, que a protegeram e abrigaram. Jiang Li residiu na Zona Negativa por muitos anos, ocasionalmente usando suas habilidades psiônicas para alcançar seus filhos. Depois que Shang-Chi assumiu a Sociedade das Cinco Armas após a morte de Zu e começou a reformá-la como uma organização heróica, ele começou a receber as mensagens de Jiang Li por meio de seus sonhos e viajou para a Zona Negativa com seus meio-irmãos para resgatá-la. Enquanto ela se recuperava na Nova Casa da Mão Mortal em Chinatown, Manhattan, ela é secretamente visitada por seu pai. Apesar de afirmar estar muito feliz em vê-la novamente, Xin é consumido por sua raiva contra Zu e sua linhagem desde seu confronto anterior com eles e acredita que Shang-Chi é tão mau quanto seu pai, jurando acabar com seu neto.
Por estar mentalmente ligada a insetos por muitos anos, Jiang Li demora um pouco para recuperar sua saúde mental, mas passa o tempo com seu filho e seus meio-irmãos. Depois que ela se recupera totalmente, Jiang Li começa a contar a Shang-Chi a história de sua família, mas os dois são atacados por vários inimigos da Sociedade. Jiang Li usa seus abelites psiônicos para perceber que eles estão sendo liderados por Xin. Embora Shang-Chi e a Sociedade sejam capazes de derrotar os supostos assassinos, Jiang Li é feito refém por eles, forçando Shang-Chi a deixá-los escapar. Embora Xin esteja indignado com o fracasso deles em matar Shang-Chi e pelo sequestro de sua filha, ele permite que seus aliados escapem com Jiang Li através de um portal para a Ilha Qilin e para Ta Lo. Depois de não conseguir adquirir o cadáver de Shang-Chi para completar sua magia, Xin extrai à força a energia psiônica de Jiang Li para localizar Shi-Hua para seu ritual. Xin retorna com a mão direita decepada de Shi-Hua, que ele usa para criar máscaras taotie para si e para os Domadores de Qilin. Jiang Li escapa unindo-se psionicamente a um qilin próximo e viaja de volta à Terra para ajudar a Sociedade a defender a Casa da Mão Mortal dos Domadores com poderes da máscara. Jiang Li enfrenta brevemente seu pai, que é fortalecido por sua própria máscara e vários dos Dez Anéis celestiais, mas ajudado pela chegada de Shang-Chi e seus irmãos. Quando Shang-Chi sucumbe à sua escuridão interior para tirar os Dez Anéis de Xin e derrota ele e os Domadores, ele tenta cortar a mão de Xin em retaliação pelo que fez a Shi-Hua, mas Jiang Li e seus irmãos o convencem, trazendo ele de volta aos seus sentidos. Jiang Li e Shang-Chi retornam a Ta Lo para Xin enfrentar a justiça e devolver os Dez Anéis ao Imperador de Jade, que nomeia Jiang Li como o novo Chefe dos Domadores de Qilin, o que exige que ela permaneça em Ta Lo.

## Poderes e habilidades
Como uma Domadora de Qilin , Jiang Li é abençoada pelo Xian com o poder do arco e flecha inato e para se conectar psionicamente com qilin. Jiang Li também pode estender suas habilidades psiônicas a outros indivíduos, incluindo humanos e alienígenas. Também é proficiente em artes marciais.

## Outras mídias

### Filmes
Ying Li aparece em Shang-Chi e a Lenda dos Dez Anéis, interpretado por Fala Chen. No filme, Li é um guardiã de Ta Lo, um reino místico habitado por criaturas mitológicas chinesas, incluindo seu dragão guardião, a Grande Protetora, que abençoa Li com o poder de manipular o vento. Em 1996, o senhor da guerra imortal Xu Wenwu tenta invadir Ta Lo, mas é derrotado por Li. Os dois se apaixonam, mas quando Wenwu é rejeitado pelos habitantes de Ta Lo por seu passado sombrio, Li vai embora com ele. Os dois se casam e têm dois filhos: o filho Shang-Chi e a filha Xialing. Wenwu abandona sua organização e armas enquanto Li abre mão da bênção da Grande Protetora para ficar um com o outro e com seus filhos. Enquanto Wenwu está fora, Li é assassinada pela Gangue de Ferro, velhos inimigos dos Dez Anéis. A morte de Li leva Wenwu a assassinar violentamente a gangue em retaliação e volta aos seus caminhos sombrios, recuperando seus anéis e organização. Anos depois, o Habitante das Trevas usa a voz de Li para fazer Wenwu acreditar que sua esposa ainda está viva e presa dentro de um portão em Ta Lo, para que Wenwu possa usar seus anéis para destruir seu selo. Wenwu tenta convencer seus filhos distantes a ajudá-lo a libertar sua mãe e destruir sua aldeia em retaliação por prendê-la, mas os dois ficam do lado do povo de Li. Shang-Chi e Xialing são armaduras talentosas feitas com as escamas da Grande Protetora que Li confiou a sua irmã Ying Nan. Após a batalha, Shang-Chi e Xialing acendem lanternas de papel em memória de Li e Wenwu, que foi morto pelo Habitante das Trevas.